# HIP 102258
HIP 102258 — звезда в созвездии Цефея. Находится на расстоянии 2907 световых лет (892 парсека) от Земли. Относится к голубым гигантам.

## Характеристики
HIP 102258 представляет собой звезду спектрального класса B2III. HIP 102258 видна невооружённым глазом, поскольку имеет видимую звёздную величину +6.34. Температура HIP 102258 составляет 20300 кельвинов.